# 1928年の日本公開映画
- 映画 > 映画の一覧 > 年度別日本公開映画 > 1928年の日本公開映画
- 映画 > 1928年の映画 > 1928年の日本公開映画

1928年の日本公開映画（1928ねんのにほんこうかいえいが）では、1928年（昭和3年）1月1日から同年12月31日までに日本で商業公開された映画の一覧を記載。作品名の右の丸括弧内は製作国を示す。
記載の凡例については年度別日本公開映画#凡例を参照

## 作品一覧

### 1月
- 暗黒街（アメリカ）
- イバニエスの激流（アメリカ）
- ガウチョウ（アメリカ）
- 支那の鸚鵡（アメリカ）
- 僧房に咲く花（アメリカ）
- 熱血拳闘手（アメリカ）
- フラ（アメリカ）
- プラーグの大学生（ドイツ）
- 21日
  - 結婚二重奏（日本） - キネマ旬報ベストテン8位
- 27日
  - 天国の人（日本）
  - 村の花嫁（日本） - キネマ旬報ベストテン6位

### 2月
- 悪魔の踊子（アメリカ）
- 明け行く魂（アメリカ）
- 在りし日（アメリカ）
- 罪に立つ女（アメリカ）
- デパート娘大学（アメリカ）
- 1日
  - 弥次喜多 伏見鳥羽の巻（日本）
- 3日
  - ラ・ボエーム（アメリカ）
- 10日
  - 風雲城史（日本）
- 15日
  - 千姫（日本）

### 3月
- 陽炎の夢（アメリカ）
- カルメン（アメリカ）
- ソレルと其の子（アメリカ）
- 1日
  - 江戸三国志 第一篇（日本）
  - ファウスト（ドイツ）[1]
- 8日
  - 恋人強奪（アメリカ）[2]
- 14日
  - 忠魂義烈 実録忠臣蔵（日本）
- 29日
  - サーカス（アメリカ）[3] - キネマ旬報ベストテン外国映画3位
- 30日
  - つばさ（アメリカ）[4] - キネマ旬報ベストテン外国映画5位

### 4月
- 赤い鳩（アメリカ）
- アマゾンの紅薔薇（アメリカ）
- 恋せよ乙女（アメリカ）
- 心の不思議（ドイツ）
- 最後の命令（アメリカ）
- 東は東、西は西（アメリカ）
- マノン・レスコオ（アメリカ）
- ラモナ（アメリカ）
- 27日
  - 永遠の心（日本）

### 5月
- オレンジ実る頃（アメリカ）
- 彼女の恋の物語（アメリカ）
- 姿は偽らず（アメリカ）
- 5日
  - 江戸三国志　第二篇（日本）
  - 新版大岡政談　前篇（日本、マキノ・プロダクション）
- 6日
  - 新版大岡政談　前篇　鈴川源十郎の巻（日本、東亜キネマ）
- 11日
  - 十字路（日本） - キネマ旬報ベストテン10位
- 12日
  - 彼と東京（日本） - キネマ旬報ベストテン5位
  - 地球は廻る　第一部・第二部・第三部（日本）
- 18日
  - 坂本龍馬（日本）
  - 新版大岡政談　中篇（日本、マキノ）
- 25日
  - 怪盗沙弥麿（日本）
- 31日
  - 新版大岡政談 第一篇（日本、日活）
  - 新版大岡政談　中篇（日本、東亜キネマ）

### 6月
- 踊る英雄（アメリカ）
- 紅唇百万弗（アメリカ）
- ショウ・ダウン（アメリカ）
- ラスター（ドイツ）
- 8日
  - 新版大岡政談 第二篇（日本、日活）
- 26日
  - 人の世の姿（日本）
- 29日
  - 蹴合鶏（日本） - キネマ旬報ベストテン7位

### 7月
- 恋してぞ知る（アメリカ）
- 獄中日記（アメリカ）
- 6日
  - 新版四谷怪談（日本）
- 7日
  - 空の彼方へ（日本）
- 12日
  - 鞍馬天狗（日本）
- 13日
  - 地雷火組　完結篇（日本）
- 14日
  - 新版大岡政談　後篇（日本、東亜キネマ）
  - 棘の楽園（日本）
- 19日
  - 四谷怪談（日本）

### 8月
- 赤い髪（アメリカ）
- 乙女よ純なれ（アメリカ）
- キートンの船長（アメリカ）
- 空行かば（アメリカ）
- 密輸入者の恋（アメリカ）
- 港々に女あり（アメリカ）
- 3日
  - 江戸三国志　第三篇（日本）
- 17日
  - 新版大岡政談 第三篇 解決篇（日本、日活） - キネマ旬報ベストテン3位

### 9月
- アンニー・ローリー（アメリカ）
- 荒原の勝利者（アメリカ）
- 故郷の土（アメリカ）
- 三罪人（アメリカ）
- 三人（アメリカ）
- 情炎夜曲（アメリカ）
- スペインの花（アメリカ）
- 聖山（ドイツ）
- 非常線（アメリカ）
- ベン・ハー（アメリカ） - キネマ旬報ベストテン外国映画4位
- ミスター・ウー（アメリカ）
- 娘弁護士（アメリカ）
- メニルモンタン（フランス）
- 野球王（アメリカ）
- 14日
  - 清水次郎長　義侠篇（日本）
  - 母いづこ（日本）
  - 伯林 - 大都会交響楽（ドイツ）
- 21日
  - サンライズ（アメリカ） - キネマ旬報ベストテン外国映画1位
- 27日
  - 維新の京洛 竜の巻 虎の巻（日本）
- 28日
  - 喜びなき街（ドイツ）

### 10月
- 暗黒街の女（アメリカ）
- 煩悩（アメリカ）
- ムーラン・ルージュ（イギリス） - キネマ旬報ベストテン外国映画10位
- 四人の息子（アメリカ）
- ライラック・タイム（アメリカ）
- 19日
  - 清水次郎長　第二篇・血笑篇（日本）
- 20日
  - 浪人街　第一話（日本） - キネマ旬報ベストテン1位
- 27日
  - 蝙蝠安（日本）[5]
  - 武道流血記（日本）[6]
  - 安来小唄（日本）[7]

### 11月
- 1日
  - 愛はひとすじ（アメリカ）[8]
  - 激流　前篇（日本）[8]
  - 結婚行進曲（アメリカ）[8] - キネマ旬報ベストテン外国映画9位
- 3日
  - 親馬鹿（日本）[9]
  - 渦紋流し（日本）[10]
  - 紺屋高尾（日本）[11]
  - 民族の叫び（日本）[10]
- 8日
  - 旅姿勢力富五郎（日本）[12]
  - 旅の女（日本）[13]
- 9日
  - 激流 後篇（日本）[14]
  - 平手造酒（日本）[14] - キネマ旬報ベストテン9位
- 10日
  - 粋な神様（日本）[15]
  - とかげ（日本）[16]
  - 陸の王者（日本）[16] - キネマ旬報ベストテン2位
  - 恋獄（日本）[16]
- 14日
  - 崇禅寺馬場（日本）[17] - キネマ旬報ベストテン4位
  - 高山彦九郎（日本、帝キネ）[17]
  - 不可解の人（日本）[17]
  - 馬子日記（日本）[17]
- 15日
  - 仇討流転（日本）[18]
  - 高杉晋作（日本）[19]
- 16日
  - 砂漠に陽が落ちて（日本）[20]
  - 清水次郎長 髑髏篇（日本）[20]
  - 藤枝外記（日本）[21]
- 17日
  - 輝く昭和（日本）[22]
  - 天誅組（日本）[22]
- 22日
  - 乙女観音（日本）[23][24]
  - 極意皆伝（日本）[23]
  - 暴力団（アメリカ）[23]
  - 港の放浪者（日本）[23]
  - 陽気な踊子（アメリカ）
- 24日
  - 彼女の父（日本）[25]
- 25日
  - 剣乱の森（日本）[26]
  - なのらぬ父（日本）[26]
  - 人形武士（日本）[26]
  - 飛行機花婿（日本）[26]
  - 福の神勝手違ひ（日本）[26]
- 29日
  - 希望の船（アメリカ）[27]
  - モアナ（アメリカ）[27]
- 30日
  - 生娘二人入用（アメリカ）[28]
  - 田園の哀愁（日本）[28]
  - 塙保己一（日本）[28]
  - 不破数右衛門（日本、マキノ・プロ）[28]
  - 港の女（アメリカ）[28]
  - 闇（日本）[28]

### 12月
- 7日
  - 紳士は金髪がお好き（アメリカ）[29]
  - 巴里（アメリカ）[29]
- 13日
  - 近代クレオパトラ（日本）[30]
  - 街の天使（アメリカ）[30] - キネマ旬報ベストテン外国映画6位
- 26日
  - 鳥辺山心中（日本）[31]
- 31日
  - 万事円満（アメリカ）[32]
  - メリー・ウイドー（アメリカ）[33]
  - ロイドのスピーディー（アメリカ）[32]